# Albańska rewolucja piramidowa
Albańska rewolucja piramidowa (alb. Kriza piramidale 1997) – niepokoje społeczne, do których doszło wiosną 1997 w Albanii, w efekcie krachu piramid finansowych.

## Piramidy

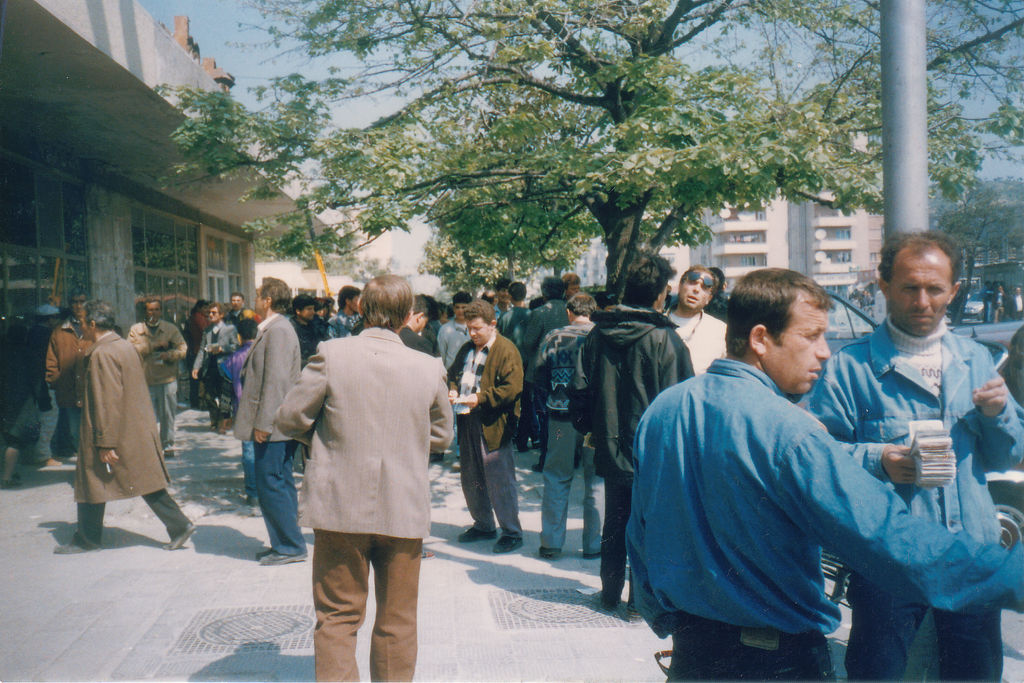
Wymiana walut na ulicach Wlory, 1997

Objęcie władzy w 1992 przez Demokratyczną Partię Albanii zapoczątkowało proces transformacji gospodarczej w Albanii. Przyniósł on upadek gospodarki albańskiej, która opierała się na przestarzałych chińskich technologiach i nie była w stanie sprostać konkurencji w realiach wolnorynkowych, a także gwałtowny wzrost bezrobocia. Znaczącą część dochodów ludności stanowiły zarobki gastarbeiterów, pracujących w Grecji i we Włoszech, którzy przysyłali zarobione pieniądze do rodzin w kraju. Brak możliwości zainwestowania napływających środków finansowych wykorzystali właściciele piramid finansowych, oferujący możliwość dokonania lokaty środków finansowych przy oprocentowaniu znacznie przekraczającym to, które oferowały banki. Część indywidualnych inwestorów sprzedawała mieszkania i pozbywała się oszczędności, aby zainwestować jak największą sumę. Największe fundusze (Gjallica, Xhaferi) zgromadziły w latach 1995–1996 środki o wartości kilkuset milionów dolarów każdy. Zgodnie z zasadą funkcjonowania piramid pierwsi klienci, którzy wpłacili na konta funduszy, osiągnęli sukces finansowy, co zachęcało kolejne osoby do inwestowania.

## Kryzys polityczny
W 1996 władze Albanii otrzymywały szereg sygnałów od ekspertów rynku finansowego o zagrożeniu możliwym krachem piramid. Wybory parlamentarne 1996 nie sprzyjały jednak podnoszeniu tej kwestii, tym bardziej że wszystkie największe siły polityczne zachęcały do inwestowania w piramidy i nie chciały poprzez niepopularne decyzje zmniejszać swoich szans przed wyborami. Wybory majowe 1996 zakończyły się sukcesem Demokratycznej Partii Albanii. Wynik wyborów oprotestowała opozycyjna Socjalistyczna Partia Albanii, domagając się powtórzenia wyborów, które jakoby zostały sfałszowane. Odrzucenie postulatów socjalistów spowodowało, że opozycja zainicjowała falę demonstracji i protestów przeciwko rządzącej partii. Brutalne tłumienie pokojowych demonstracji przez policję zwiększało stan napięcia w kraju.

## Upadek piramid
W początkach stycznia 1997 zaczęły bankrutować fundusze piramidowe (Sude, Gjallica), które oferowały niższe oprocentowanie wkładów i traciły potencjalnych klientów na rzecz tych funduszy, które nadal oferowały wysokie zyski (nawet do 100 proc. miesięcznie). Nocą 9/10 stycznia z portu we Wlorze wypłynęła motorówka, na której znajdowały się aktywa dwóch największych funduszy: Gjallica i Xhaferri. Krach piramid spowodował stratę ponad 1200 mln dol., które mieszkańcy Albanii zainwestowali i bezpowrotnie stracili.

## Niepokoje społeczne

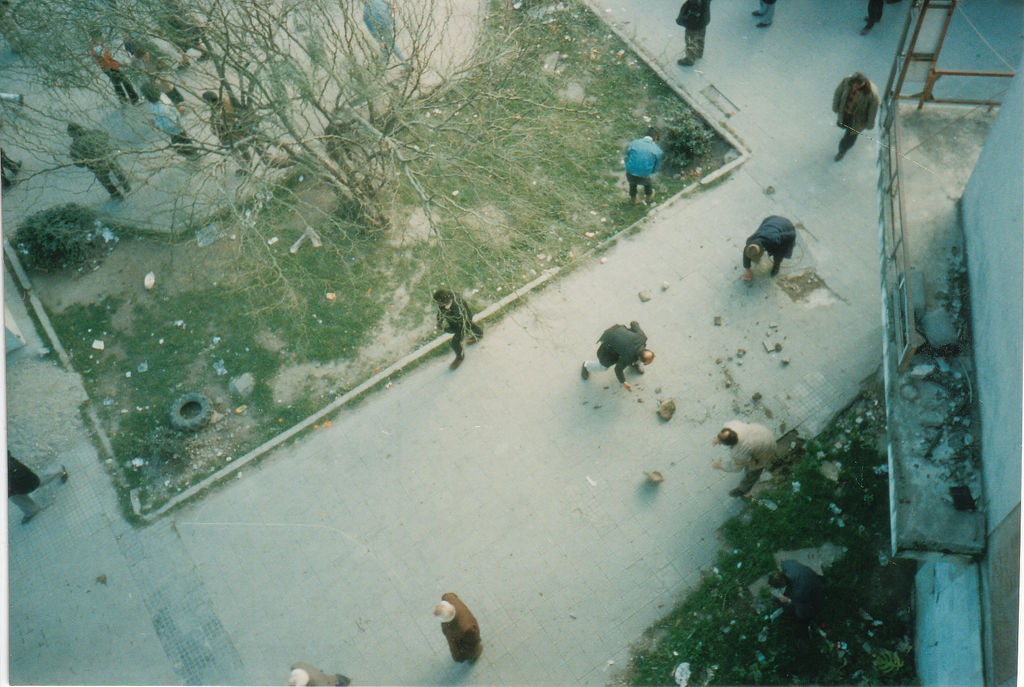
Zamieszki we Wlorze

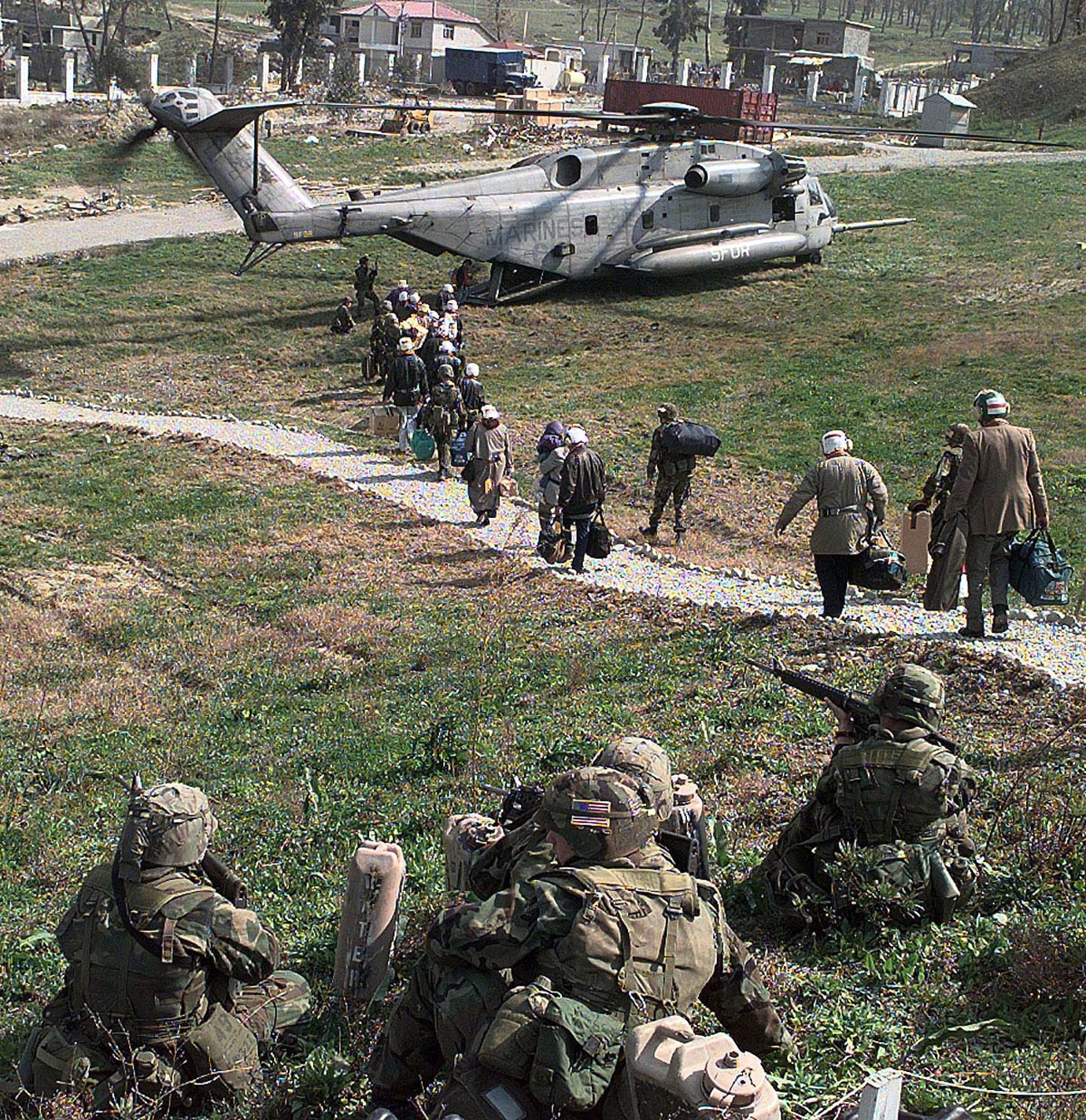
Ewakuacja obywateli amerykańskich z Tirany

Na początku lutego w największych miastach południowej i środkowej Albanii doszło do serii protestów zbankrutowanych inwestorów. Protestujący domagali się zwrotu zainwestowanych środków i dymisji władz obciążanych odpowiedzialnością za katastrofę. Do protestu dołączyli się studenci z dwóch uniwersytetów: Uniwersytetu we Wlorze i Uniwersytetu Eqrema Çabeja w Gjirokastrze, rozpoczynając 20 lutego strajk głodowy i domagając się dymisji rządu. 28 lutego protestujący tłum wdarł się do budynku Narodowej Służby Wywiadowczej (ShIK) we Wlorze. Trzech funkcjonariuszy ShIK znajdujących się w budynku zostało wywleczonych na ulicę i zamordowanych.
1 marca 1997 do dymisji podał się premier Aleksandër Meksi, a dzień później prezydent Sali Berisha ogłosił wprowadzenie stanu wyjątkowego. Rozszerzająca się fala protestów doprowadziła do anarchizacji kraju i przejęcia kontroli nad jego południową częścią przez uzbrojone bojówki. Broń w rękach protestujących pochodziła z magazynów, które zostały porzucone przez wojsko. W miastach południowej Albanii powstawały spontanicznie struktury władzy (tzw. Komitety Ocalenia). Rebelianci utworzyli także strukturę centralną – Narodowe Zgromadzenie Ocalenia Publicznego (alb. Kuvendi Kombëtar i Shpëtimit Publik), ale jego władza nad zbuntowanymi miastami była iluzoryczna.

## Przesilenie
W początkach marca rząd albański utracił kontrolę nad południową częścią kraju i nie był w stanie opanować sytuacji. 13 marca rozszerzający się bunt ludności dotarł do Tirany, która na krótko znalazła się w rękach rebeliantów. W tym samym dniu z Albanii ewakuowano przebywających tam obcokrajowców (Operacja Silver Wake i inne). W marcu dokonano kradzieży aktywów państwa albańskiego o wartości 6 mln USD ze skarbca w Szkodrze. Ufortyfikowany budynek stał się celem ataku pięciu zamaskowanych ludzi uzbrojonych w broń przeciwpancerną, którego sprawców do dzisiaj nie udało się odnaleźć.
Stolicę ocalili policjanci z II komisariatu policji w Tiranie, którzy strzegli budynków rządowych. Część Tirany, w tym także instytucji rządowych, została zniszczona i splądrowana, ale sytuację udało się opanować. 14 marca 1997 obradował parlament, który przegłosował kandydaturę Bashkima Fino na nowego premiera. 28 marca Rada Bezpieczeństwa Organizacji Narodów Zjednoczonych przyjęła Rezolucję 1101, która umożliwiła wysłanie do Albanii kontyngentu wojskowego (Operacja Alba), nadzorującego rozdział pomocy humanitarnej i przywrócenie porządku w kraju. W czerwcu 1997 odbyły się przyspieszone wybory parlamentarne.

## Konsekwencje
W okresie od stycznia do czerwca ceny podstawowych produktów w Albanii wzrosły o 28%, a wartość leka w stosunku do dolara spadła o 40%. W czasie zamieszek, które wiosną 1997 ogarnęły Albanię, zginęło kilkaset osób. W ciągu całego roku w wyniku samosądów i wypadków z użyciem broni palnej zginęło 1542 osoby, ponad 3000 zostało rannych. Zniszczono i okradziono 1200 magazynów wojskowych, z których zginęło 652 tys. sztuk broni, a także materiały wybuchowe i miny. W czasie zamieszek splądrowano siedziby 190 przedsiębiorstw, które zostały zmuszone do zawieszenia działalności. Zniszczeniu uległa także część zabytków kultury albańskiej i większość infrastruktury turystycznej.